# جورج سنايدر
جورج سنايدر (بالإنجليزية: George Snyder)‏ هو لاعب كرة قاعدة أمريكي، ولد في 27 سبتمبر 1848 في فيلادلفيا في الولايات المتحدة، وتوفي بنفس المكان في 2 أغسطس 1905.

## وصلات خارجية
- جورج سنايدر على موقعبيزبول رفرنس.كوم (الدوري الرئيسي) (الإنجليزية)